# 慕尼黑-索恩站
索恩站（德語：S-Bahnhof Solln）是一座快铁7、20号线位于塔尔基兴-上森德灵-福斯滕里德-菲尔斯滕里德-索恩的一座车站。